# Kerstin Årmann
Kerstin Årmann, tidigare Johansson, född 5 juni 1958, är en svensk journalist som var chefredaktör för Blekinge Läns Tidning 2000–2016.
Årmann började som reporter på 1970-talet och har arbetat som sådan på Östgöta Correspondenten, Östra Småland och främst Barometern. Senare har hon haft andra ledande positioner inom Sydostpress (senare Gota Media). Hon var redaktör för två matböcker som gavs ut av Barometerns förlag: Smålands kokbok (1995) och Allt gott - bakverk från Blekinge, Småland och Öland (1997).
År 2000 blev hon chefredaktör för Blekinge Läns Tidning. Vid bildandet av Gota Media blev hon även tidningschef. Årmann stannade kvar som chefredaktör/tidningschef i sexton år. Under denna tid genomgick tidningsbranschen förändringar och BLT integrerade alltmer den tidigare konkurrenten Sydöstran. Kerstin Årmann installerades 2014 som hedersledamot vid Blekingska nationen i Lund. Hon var under flera år ledamot av Pressens Opinionsnämnd.
Den 1 oktober 2016 lämnade hon journalistiken för att bli projektledare på Centrum för ledarskap i Småland.